# August Haas (Jurist)
August Haas (* 9. September 1882 in Augsburg; † 9. Januar 1931 in Klagenfurt) war ein deutscher Jurist, Ministerialbeamter und Diplomat.

## Leben
August Haas war ein Sohn des Juristen und Verlegers Adolf Haas (1844–1908). Sein Vater gründete gemeinsam mit Joseph Grabherr den Verlag Haas & Grabherr.
August Haas studierte, wie sein Vater auch, ab 1901 Rechtswissenschaften an den Universitäten München, Freiburg und Erlangen. Das erste juristische Examen legte er 1906 ab und war anschließend für drei Jahre im bayerischen Justizdienst. Ab 1910 war er als Rechtsanwalt in Augsburg tätig und war ab 1915 Gemeindebevollmächtigter der Stadt. Als Vertreter der Bayerischen Volkspartei war er in den Stadtrat gewählt worden.
Von 1915 bis 1918 diente er und war ab 1916 als Hilfs-Marine-Intendantur-Assessor im Reichsmarineamt in Berlin.
1919 trat er in das Auswärtige Amt ein und wurde als Regierungsrat Leiter des Pressereferats des Auswärtigen Amtes und der Reichsregierung in Berlin. 1921 wurde er Leiter des Referats I Innere Politik der Presseabteilung und Vortragender Legationsrat. Als Generalkonsul wurde er 1922 Leiter des Konsulats in Czernowitz. Von 1923 bis 1928 war er erst Konsul mit der Amtsbezeichnung Generalkonsul in Temešvar und dann bis zu seinem Tod in gleicher Position in Klagenfurt. Nach seinem Tode wurde ihm für seinen Einsatz der in Rumänien lebenden Deutschen von diesen eine August Haas-Stiftung ins Leben gerufen.
Nach dem Tod seines Vaters 1908 wurde er Besitzer der Augsburger Postzeitung.